# سرگیس سرگسیان
سرگیس سرگسیان (ارمنی: Սարգիս Սարգսյան؛ زاده ۳ ژوئن ۱۹۷۳) یک تنیس‌باز اهل ارمنستان است.